# De Bildtse Post
De Bildtse Post is een Nederlandse regionale krant die iedere week op woensdag verschijnt en in Noordwest-Friesland wordt verspreid.
Het is een zelfstandige weekkrant die in twee vormen verschijnt: de gewone (of extra) versie voor leden en een vereenvoudigde versie voor niet-leden (huis-aan-huis). De krant is hoofdzakelijk gericht op de streek en voormalige gemeente Het Bildt en omgeving.
De eerste krant kwam in 1934 van de drukpers.